# Виейра, Жуан Бернарду
Жуа́н Берна́рду «Нино́» Вие́йра (порт. João Bernardo "Nino" Vieira; 27 апреля 1939[…], Бисау, Португальская Гвинея — 2 марта 2009[…], Бисау) — премьер-министр Республики Гвинея-Бисау с 28 сентября 1978 по 14 ноября 1980, президент Республики Гвинея-Бисау с 14 ноября 1980 по 14 мая 1984, с 16 мая 1984 по 7 мая 1999 и с 1 октября 2005 по 2 марта 2009.

## Биография

### Ранняя биография
Родился 27 апреля 1939 года близ столицы португальской колонии, г. Бисау в крестьянской семье народности пепель. Рано начал работать, получил профессию — электрик.
В 1960 году вступил в Африканскую партию независимости Гвинеи и Кабо-Верде (ПАИГК) Амилкара Кабрала, в 1963 году начавшую партизанскую борьбу за независимость этих стран от Португалии. Был направлен на курсы политической учёбы в Конакри (Гвинейская Республика), затем обучался в КНР. В 1961 году на I съезде ПАИГК избран членом Политбюро и назначен членом военно-политического руководства административного района Катио.
Быстро стал одним из лидеров партии и был известен под партизанскими кличками Нино и Каби, проявил себя как хороший военачальник. В 1964 году был назначен командующим Южным фронтом. Окончил партийную школу ПАИГК в Конакри (Гвинея), получил военное образование в Нанкинской военной академии (КНР). В 1967—1970 годах был представителем Политбюро ЦК ПАИГК на Южном фронте. В 1971 году избран членом Исполкома борьбы ПАИГК. В начале 1973 года на II съезде ПАИГК был избран членом Постоянного секретариата ПАИГК. Имел воинское звание команданте. В конце 1972 года в районах, находящихся под контролем ПАИГК, прошли выборы в региональные советы, которые привели к формированию учредительного собрания, и Виейра в 1973 году был избран председателем Народного национального собрания (до 1978).

### Начало деятельности в независимой Гвинее-Бисау
После провозглашения государственной независимости 24 сентября 1973 года занял посты председателя Национальной народной ассамблеи и государственного комиссара (министра) Народных революционных вооруженных сил.
В 1977—1978 годах стажировался в военной академии на Кубе.
После того, как глава правительства страны (главный комиссар Совета государственных комиссаров) Франсишку Мендеш погиб в автомобильной катастрофе, Виейра был 28 сентября 1978 года утвержден на его место. 11 октября был объявлен состав нового правительства, а 12 октября 1978 года Виейра принёс присягу.. Как глава правительства возглавил Постоянный комитет Национального совета ПАИГК для Гвинеи-Бисау.

### Переворот 1980 года и первое президентство Виейры
Экономические проблемы и противоречия между выходцами с Кабо-Верде и уроженцами Гвинеи-Бисау в руководстве страны привели к тому, что 14 ноября 1980 года произошёл бескровный государственный переворот и было свергнуто правительство первого главы страны Луиша ди Алмейды Кабрала. Виейра стал одним из девяти членов Революционного совета, состоявшего в основном из офицеров вооружённых сил, и его председателем. После переворота остался во главе Постоянного комитета Национального совета ПАИГК Гвинеи-Бисау и в ноябре 1981 года провёл I Чрезвычайный съезд ПАИГК, который подтвердил распад единой для Гвинеи-Бисау и Кабо-Верде партии. На съезде Виейра был избран членом Политбюро и генеральным секретарём ЦК ПАИГК.
В 1982—1984 годах одновременно занимал должности министра Народных революционных вооружённых сил и министра национальной безопасности и общественного порядка.
В ноябре 1983 года ему был присвоено звание дивизионного генерала. Окончил партийную школу ПАИГК в Конакри (Гвинея). В 1984 году произошёл переход к гражданскому правлению, принята новая конституция, возобновилась деятельность ПАИГК, а Виейра стал президентом. 20 июня 1989 года Национальное народное собрание переизбрало его председателем Государственного совета. Он также возглавил правительство и стал главнокомандующим Народными революционными вооружёнными силами. В 1991 году были разрешены оппозиционные политические партии, а в 1994 году прошли многопартийные президентские выборы, на которых он получил в первом туре 46,2 % голосов и во втором туре избран президентом, получив 52 % голосов (соперником был будущий президент Кумба Яла). 29 сентября 1994 года принял присягу как первый демократически избранный президент Гвинеи-Бисау. В 1998 году был переизбран председателем ПАИГК.
В том же году произошёл конфликт между ним и уволенным им многолетним соратником и начальником генерального штаба армии Ансумане Мане. Началась недолгая гражданская война, вскоре было подписано мирное соглашение и сформировано переходное правительство. Но 27 ноября 1998 года парламент объявил ему импичмент и гражданская война вновь разгорелась. В мае 1999 года силы Виейры капитулировали, он укрылся в португальском посольстве, а затем выехал в Португалию. В сентябре его исключили из ПАИГК.

### Второе президентство Виейры
После того как в результате нового военного переворота в 2003 году был свергнут президент Кумба Яла, Виейра в апреле 2005 года вернулся в страну и выставил свою кандидатуру на новых президентских выборах в июне того же года как независимый кандидат. Его бывшая партия, ПАИГК, поддержала бывшего временного президента Малама Бакая Санью в качестве своего кандидата. В первом туре Виейра занял второе место, получив 28,9 % голосов против 35,5 у Саньи и победил во втором туре – 52,35 % против 47,65 %.
Конфликтовал с фактическим главой вооружённых сил Тагме На-Вайе и премьер-министром Карлушем Гомишем, которого отправил в отставку 1 октября 2005, сразу же после принятия присяги в качестве президента. В течение октября 2005 года привлёк на свою сторону несколько депутатов парламента от правящей ПАИГК, благодаря чему удалось провести замену правительства Гомиша Жуниора. На его место был назначен лояльный президенту Аристидиш Гомиш.
Во время второго президентства Виейры в стране усилилось экономическое сотрудничество с Анголой. Ангольская компания «Боксите Ангола» в 2007 году объявила о планах вложить в добычу бокситов более 300 млн. долл. и обязалась заняться модернизацией порта Буба для их вывоза. Также возросло присутствие Китая, который занимался реализацией различных проектов, строительством, предоставлением кредитов правительству.
Во время его второго президентства ещё больше вырос объём наркотиков, поступающих из Южной Америки в Европу через территорию Гвинеи-Бисау.

### Убийство
23 ноября 2008 года на дом Виейры было совершено вооруженное нападение: его резиденция была обстреляна из тяжёлых орудий, затем на протяжении нескольких часов шёл бой, нападавшим удалось проникнуть внутрь здания, но в итоге нападение было отбито. В сочувствии перевороту и бездействии был обвинён генерал Тагме На-Вайе, однако арестован он не был.
В ночь с 1 на 2 марта 2009 года в результате взрыва в штаб-квартире армии погиб начальник штаба вооружённых сил страны Тагме На-Вайе. Его сторонники в армии заявили, что президент Виейра «был одной из основных фигур, ответственных за гибель Тагме». Утром 2 марта солдаты, верные погибшему начальнику штаба, атаковали президентский дворец. Виейра был жестоко избит и убит, когда пытался покинуть здание своей резиденции, а его тело было изрублено мачете. После этого представители армии заявили, что убийство президента было «личным актом» некоторых солдат в отместку за убийство начальника штаба армии, а не переворотом. Кабинет министров объявил, что последует 7 дней национального траура.

## После смерти
В 2017 году по решению Верховного суда страны было возбуждено дело об убийстве Виейры.
В ноябре 2020 года по инициативе президента Умару Сисоку Эмбало останки Виейры были перезахоронены в крепости Сан-Жозе-да-Амура вместе с другими главами государств и рядом с мавзолеем основателя государства Амилкара Кабрала, как «национальное достояние Гвинеи-Бисау». Он был охарактеризован действующим президентом как «мужественный, патриотичный, убеждённый боец, государственный деятель, харизматичный лидер, который отдал свою жизнь за нашу страну и оставил след в нашей истории как во время вооружённой борьбы, так и в качестве президента Республики». Ранее Виейре было посмертно присвоено звание Героя борьбы за национальное освобождение».

## Частная жизнь
К 1990 году Виейра был женат два раза и имел 18 детей. Свободное время любил проводить в кругу семьи и друзей. Увлекался футболом и теннисом.